# Spartakus și soarele de dincolo de mări
Spartakus și soarele de dincolo de mări (în franceză Les Mondes Engloutis; în engleză Spartakus and the Sun Beneath the Sea) este un serial de animație francez, creat de Nina Wolmark, și difuzat inițial între 1985 și 1987. Serialul este alcătuit din 52 de episoade, fiecare cu o durată între 20 și 25 de minute, împărțite în două sezoane de 26 de episoade.
În România, serialul a fost difuzat în anii 2000 pe postul Minimax, cu o distribuție formată din actorii Florian Silaghi, Corina Cernea, Richard Balint, Alexandru Rusu, Anca Sigmirean, și alții.

## Acțiune
Orașul pierdut Arkadia (numit după Arcadia) este similar unui mic disc Alderson, și găzduiește o civilizație străveche care a scăpat de un mare cataclism în trecutul îndepărtat, mutându-se în adâncul scoarței terestre. Neștiind că viața continuă la suprafața Pământului, și sperând să își protejeze poporul, bătrânii au pecetluit toate informațiile despre trecutul lor în arhivele orașului subteran.
Arkadia supraviețuiește prin lumina unui soare artificial, Tehra (Shagma), care este pe moarte. Un grup de copii și adolescenți din Arkadia sfidează legea și intră în Arhive. Cu informații despre lumea de sus, ei creează o mesageră, Arkana, și o trimit sus pentru a găsi ajutor. Aceasta întâlnește doi copii de la suprafață, Matt și sora sa, Rebecca, și îi aduce înapoi prin straturile subterane (care par mai degrabă lumi sau dimensiuni separate, un strat fiind chiar viitorul îndepărtat) pentru a salva Arkadia. Ei călătoresc într-o navă spațială de tip țestoasă, numită Tehrig, împreună cu Spartakus (un rătăcitor misterios) și Bic și Bac (o pereche de creaturi asemănătoare pangolinilor), mascotele Arkadiei.

## Episoade

### Sezonul 1 (1985–1986)
1. "The City of Arkadia"
2. "Between Two Worlds"
3. "Arkana and the Beast"
4. "The Pirate Klub"
5. "Living Crystal"
6. "The Law of the Mogokhs"
7. "Night of the Amazons"
8. "The Capture of Demosthenes"
9. "Tada and the Royal Insignia"
10. "The Icy Web"
11. "The Pirate Convention"
12. "Out of Control"
13. "Children... and Mice"
14. "The Gladiators of Barkar"
15. "The Emperor Quin and the Eighth Kingdom"
16. "The Dark Hole"
17. "The Drummer"
18. "Rebecca, Pirate of the Sea"
19. "Star Healer"
20. "The Prisoners of Lost Time"
21. "Emergency Landing"
22. "The Court of Miracles"
23. "Interstratas War"
24. "The Defeat of Gog and Magog"
25. "Dr. Test"
26. "The Secret of the Auracite"

### Sezonul 2 (1986–1987)
1. "Prophecy of the Auracite"
2. "The Most Dangerous Game"
3. "Cyrano"
4. "The Tightrope"
5. "The Twisted Rainbow"
6. "High-Risk Highrise"
7. "The Boy Pharaoh"
8. "The Floating Casino"
9. "Prince Matt"
10. "The Land of the Chameleons"
11. "The Token of the Manitou"
12. "The Master of the Tongues"
13. "The Land of the Great Spider"
14. "The Ransom of Peace"
15. "The Triangle of the Deep"
16. "Uncle Albert"
17. "Tehrig's Nightmare"
18. "Rainbow's End"
19. "Holiday Fever"
20. "Dodo"
21. "The Shadow of the Tehra"
22. "The Temple of the Condor"
23. "Mama Thot"
24. "Gateway to Dawn"
25. "The Path of Light"
26. "The Return of the Prisoners of the Lost Time"[2]